# 福山市立蔵王小学校
福山市立蔵王小学校（ふくやましりつ ざおうしょうがっこう）は、広島県福山市蔵王町4丁目16-1に所在する公立小学校。

## 概要
福山市蔵王町、福山市南蔵王町、福山市西深津町の児童が通っている。

## 沿革
- 1956年（昭和31年）10月 - 福山市への合併により福山市立蔵王小学校に改称[1]
- 2021年 創立150周年。

## 周辺
- 蔵王山